# Оулавюр Йоуганнессон
Оулавюр Йоуганнессон (ісл. Ólafur Jóhannesson; 1 березня 1913 — 20 травня 1984) — ісландський політик, двічі очолював уряд країни.

## Життєпис
1939 року здобув юридичну освіту, закінчивши Університет Ісландії. Після цього навчався в аспірантурах данських і шведських вишів. У 1939—1943 роках був радником з правових питань Асоціації кооперативів Ісландії.
Свою політичну діяльність розпочав у лавах Соціал-демократичної партії, а 1941 року був обраний на пост голови Організації молодих соціал-демократів Рейк'явіка. Згодом перейшов до Прогресивної партії, яку очолював від 1968 до 1979 року.
У 1947—1978 роках був професором права в alma mater, одночасно (у 1947—1971 роках) був адвокатом Верховного суду Ісландії. Від 1957 року — член ради директорів Банку Ісландії.
Починаючи з 1959 року й до самої своєї смерті був депутатом альтингу. У 1971—1974 та 1978—1979 роках очолював ісландський уряд, одночасно обіймаючи посади міністра юстиції та міністра у справах культів. У 1974—1978 роках був міністром торгівлі, юстиції та у справах культів. Від 1980 до 1983 року очолював міністерство закордонних справ.